# Funtana
Funtana är en ort i Kroatien.   Den ligger i länet Istrien, i den västra delen av landet, 200 km väster om huvudstaden Zagreb. Funtana ligger 8 meter över havet och antalet invånare är 835.
Terrängen runt Funtana är platt. Havet är nära Funtana åt sydväst. Runt Funtana är det ganska tätbefolkat, med 144 invånare per kvadratkilometer. Närmaste större samhälle är Poreč, 5,7 km norr om Funtana. Omgivningarna runt Funtana är en mosaik av jordbruksmark och naturlig växtlighet.